# Tu Rocks
Die Tu Rocks (aus dem Englischen phonetisch übersetzbar mit Zwei Felsen) sind zwei Klippenfelsen im Archipel der Südlichen Shetlandinseln. In der Maxwell Bay liegen sie 3 km östlich des südwestlichen Ausläufers von King George Island.
Wissenschaftler der britischen Discovery Investigations kartierten und benannten sie im Jahr 1935.